# Per-Karlsatjärnarna
Per-Karlsatjärnarna är en sjö i Älvsbyns kommun i Norrbotten och ingår i Piteälvens huvudavrinningsområde.